# Мишо, Анри (генерал)
Анри Габриель Луи Мишо (фр. Henry Gabriel Louis Michaud; 15 июня 1875, Перпиньян — 24 января 1945, Бухенвальд) — французский военачальник, генерал армии, начальник штаба ВВС Франции (1929—1930), участник Движения Сопротивления Франции.

## Биография
Родился в семье офицера. В 1893—1895 годах обучался в Сен-Сире, после его окончания в 1895 года в звании подпоручика был направлен в 35 -й пехотный полк, через два года стал поручиком. С ноября 1900 года продолжил учёбу в Высшем военном училище. С октября 1902 г. служил генеральном штабе. В 1908 г. — капитан.
В 1911 году получил диплом авиатора. В следующем году направлен в первую авиационную группу. С 1913 по 1914 год занимал различные должности в Генеральном штабе. Участник Первой мировой войны, получил ранение в бою в сентябре 1914 г. Прикомандированный к штабу командующего Северной группой армий, руководил первой школой подготовки штабных офицеров. Произведен в подполковники в марте 1917 г., командовал поочередно 156-м полком (июнь 1917 г.), а затем 172-м стрелковым полком (1918—1919).
После окончания войны служил в Генеральном штабе под командованием генерала Робера Нивеля. Затем, возобновил службу в военно-воздушных силах, в сентябре 1921 года приняв командование 22-м авиационным полком ночных бомбардировщиков. Командовал в 1924 году 11-й бригадой ВВС Франции, 11-й бомбардировочной бригадой в 1926 году и 11-м полком ВВС Меца в 1927 году. В 1927 г. получил звание бригадного генерала авиации и принял на себя командование 1-й авиационной дивизией в Меце.
В мае 1930 г. получив звание генерала авиации, 1 июня оставил свой пост в 1-й авиационной дивизии, с 5 октября по 3 января 1930 г. занимал пост начальника штаба ВВС Франции. С августа 1931 по сентябрь 1934 г. был назначен дивизионным генералом, занимал должность командующего истребительной авиацией запаса и генерала-инспектора заморских ВВС (1933—1934). В июне 1937 года переведен в запас по достижении предельного возраста.
Во время Второй мировой войны в декабре 1943 года вступил в ряды Движения Сопротивления Франции. Осуществлял миссии по связям между лидерами парижского Движения Сопротивления и Советом вооруженных сил на севере страны.
18 июля 1944 г. был арестован гестапо и депортирован в Германию. Умер 24 января 1945 года в концентрационном лагере Бухенвальд от жестокого обращения.

## Награды
- Орден Почётного легиона
- Военный крест (Франция) 1914—1918 годов
- Военный крест (Франция) 1939—1945 годов
- Медаль Сопротивления (Франция)
- Медаль Победы
- Медаль «В память о войне 1914—1918»